# Mario Götze
Mario Götze, född 3 juni 1992 i Memmingen, är en tysk fotbollsspelare som spelar för Eintracht Frankfurt. Han spelar även för Tysklands landslag. Han blev världsmästare 2014 efter att ha avgjort VM-finalen genom sitt mål i förlängningen.

## Uppväxt
Götze föddes i Memmingen men växte upp i Ronsberg och från sex års ålder i Dortmund, där hans far Jürgen Götze är professor vid Dortmunds tekniska universitet. Hans mor heter Astrid och han har två bröder, Felix och Fabian. Götze är känd för sin tekniska skicklighet och kreativitet och det tyska fotbollsförbundets tekniska chef Matthias Sammer har uttalat sig och sagt att Götze är "en av de bästa talangerna som vi någonsin har haft". 

## Klubbkarriär

### Borussia Dortmund
Götze kom till Dortmunds ungdomsakademi som 8-åring. Efter att ha tillbringat åtta år i ungdomsakademin tog han steget upp till seniorerna och gjorde sin Bundesliga debut den 21 november 2009 i en 0-0-match mot Mainz, när han kom in som avbytare för Jakub Błaszczykowski i den 88:e minuten. Under tränaren Jürgen Klopp utvecklades Götze till en av Bundesligas bästa offensiva kreatörer. Han blev tysk mästare med Dortmund 2011 och 2012 och cupmästare 2012. 2013 nådde Götze med Dortmund finalen i Champions League men förlorade i den första tysk-tyska finalen mot Bayern München med 1–2.

### Bayern München
Den 23 april 2013 skrev Bayern München på sin hemsida, att man var beredd att betala den utköpsklausul på 37 miljoner euro som Götze hade i sitt kontrakt, och att han från och med den 1 juli 2013 kommer att tillhöra Bayern.

### PSV Eindhoven
Den 6 oktober 2020 värvades Götze av PSV Eindhoven, där han skrev på ett tvåårskontrakt.

## Landslagskarriär

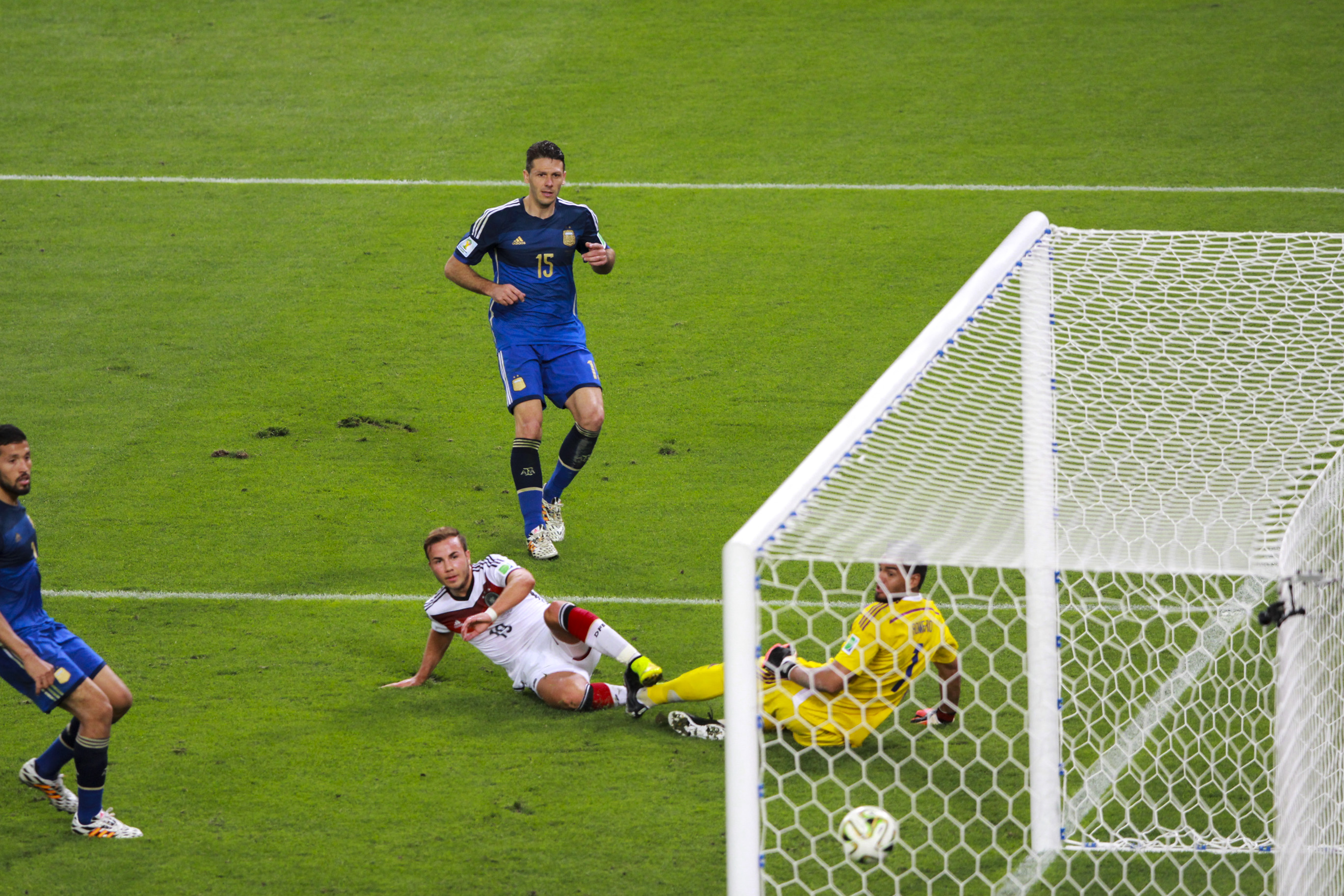
Götze skjuter segermålet i VM-finalen 2014

Mario Götze har spelat i flera av Tysklands ungdomslandslag där han debuterade i U15-landslaget 2007. Han var även med i det U17-landslag som blev Europamästare 2009. 2010 följde debuten i A-landslaget mot Sverige då han byttes in. Den 10 augusti 2011 var han första gången med i startelvan i en vänskapslandskamp mot Brasilien. Han var med i EM-truppen 2012 men gjorde bara ett inhopp mot Grekland.
I Världsmästerskapen 2014 gjorde han sitt första VM-mål mot Ghana i gruppspelet. I VM-finalen mot Argentina avgjorde Götze under förlängningen genom att göra mål i den 113:e matchminuten efter en framspelning från André Schürrle.
I november 2022 blev Götze uttagen i Tysklands trupp till VM 2022, vilket var hans första landslagsuttagning på fem år.

## Meriter
Borussia Dortmund
- Bundesliga: 2010/2011, 2011/2012
- Tyska cupen: 2011/2012
- DFL-Supercup: 2019

Bayern München
- Bundesliga: 2013/2014, 2014/2015, 2015/2016
- Tyska cupen: 2013/2014, 2015/2016
- UEFA Super Cup: 2013
- VM för klubblag: 2013

PSV Eindhoven
- KNVB Cup: 2021/2022
- Johan Cruijff Schaal: 2021

Tyskland
- EM i fotboll: 2012 (brons)
- VM i fotboll: 2014 (guld)